# نبرد کویت و آل‌رشید
نبرد کویت و آل‌رشید (انگلیسی: Kuwaiti–Rashidi war) درگیری بین شیخ نشین کویت و امارت جبل شمر بود که از سال ۱۹۰۰ تا ۱۹۰۱ درگیر شد. در اواسط دسامبر ۱۹۰۰، زمانی که امیر کویت، مبارک الصباح، یورش به مرکز عربستان را آغاز کرد، آغاز شد. با حرکت کویتی‌ها به نجد در اواخر فوریه ۱۹۰۱ و تصرف عنایزه، بریده و الزلفی تا ۱۱ مارس، موفقیت اولیه متوسطی را شاهد بود. بخش اعظم ریاض نیز تصرف شد (به جز قلعه محاصره شده) که از آنجا کویتی‌ها سعی کردند به سمت حائل حرکت کنند. و در ۱۱ مارس، کویتی‌ها تعقیب امیر جبل شمر را که گمان می‌رفت در مجاورت حائل باشد، آغاز کردند. با این حال، موفقیت کویت در ۱۷ مارس ۱۹۰۱ زمانی که ارتش کویت در نبرد ساریف شکست خورد، شاهد بازگشت ورق به نفع جبل شمر بود. با شنیدن این شکست، ابن سعود که قلعه مسمک در ریاض را محاصره کرده بود (که الجان بن محمد از آن دفاع می‌کرد)، با عجله به کویت عقب‌نشینی کرد و امیر کویت نیز به دنبال آن رفت و در ۳۱ مارس به کویت رسید. امیر جبل شمر، عبدالعزیز بن متعب الرشید، تلاش کرد تا این پیروزی را با محاصره الجهرا دنبال کند، اما پس از ۲ تا ۳ هفته ناکام ماندن در تصرف الجهرا، از کویت عقب‌نشینی کرد.

## نبردها

### نبرد ساریف
نبرد ساریف درگیری بین شیخ نشین کویت و امارت جبل شمر بود که از سال ۱۹۰۰ تا ۱۹۰۱ جنگید. در اواسط دسامبر ۱۹۰۰، زمانی که امیر کویت، مبارک الصباح، یورش به عربستان مرکزی را آغاز کرد، آغاز شد. با حرکت کویتی‌ها به نجد در اواخر فوریه ۱۹۰۱ و تصرف عنایزه، بریده و الزلفی تا ۱۱ مارس، موفقیت اولیه متوسطی را شاهد بود. بخش اعظم ریاض نیز تصرف شد (به جز ارگ محاصره شده)، از آنجا که کویتی‌ها تلاش کردند به سمت حائل حرکت کنند، و در ۱۱ مارس، کویتی‌ها تعقیب امیر جبل شمر را که گمان می‌رفت در مجاورت حائل باشد، آغاز کردند. با این حال، موفقیت کویت در ۱۷ مارس ۱۹۰۱، زمانی که ارتش کویت در نبرد ساریف شکست خورد، شاهد بازگشت بود. با شنیدن این شکست، ابن سعود که قلعه مسمک در ریاض را محاصره کرده بود (که الجان بن محمد از آن دفاع می‌کرد)، با عجله به سمت کویت عقب‌نشینی کرد و امیر کویت نیز به دنبال آن رفت و در ۳۱ مارس به کویت رسید.

### نبرد رخیمه
نبرد الرخیمه یورش نیروهای کویتی به قبایل جبل شمر وابسته به حاکم حیل در سال ۱۹۰۱ در منطقه الرخیمه در شمال غربی کویت پس از عقب‌نشینی وی از الجهرا و برخی از روستاهای مجاور الجهرا بود.

### محاصره الجهرا
محاصره الجهرا در ۳۱ مارس. ابن راشد موفق شد جهرا را اشغال و محاصره کند و کردی بن توله الشمری به چاه‌های کویت حمله کرد و منطقه مرزی را اشغال کرد. ابن طواله با ۲۰۰ شتر موفق شد برخی از مناطق کویتی را اشغال و محاصره کند و نیروهای جابر الصباح در نزدیکی الرخیمه تسلیم شدند و ۲۰۰ کویتی اسیر و تعدادی از نیروهای کویتی متواری شدند اما پس از پیروزی نیروهای رشید پس از ۳ هفته کنترل از جهرا عقب‌نشینی کردند.